# کاکتوس‌های دکمه‌ای
کاکتوس‌های دکمه‌ای (نام علمی: Epithelantha) نام یک سرده از زیرخانواده کاکتوس‌واریان است.